# Freziera candicans
Freziera candicans är en tvåhjärtbladig växtart som beskrevs av Louis René Tulasne. Freziera candicans ingår i släktet Freziera och familjen Pentaphylacaceae. Inga underarter finns listade i Catalogue of Life.